# オミナエシ
オミナエシ（女郎花、学名：Patrinia scabiosifolia）は、合弁花類オミナエシ科オミナエシ属の多年生植物。秋の七草の一つとして、日本では古くから親しまれている。別名は、敗醤（はいしょう）ともいう。

## 名称
和名の由来は、同属で姿がよく似ている白花のオトコエシ（男郎花）に対する「女郎花」で、全体にやさしい感じがするところから名付けられたとされる。「オミナエシ」の読みの語源はよくわかっていないが、一説には「エシ」は「圧し（へし）」であり、花の姿の美しさは美女を圧倒するという意味だとする説がある。漢字で「女郎花」と書くが、これは漢名ではなく、日本では「敗醤」を当てていた。花を室内に挿しておくと、やがて醤油の腐敗したような匂いになっていくことに由来する。別名を、オミナメシや、チメグサともいう。
漢名（中国植物名）は、黄花竜牙。

## 特徴
北海道から九州のほぼ日本全国および、中国から東シベリアにかけて分布している。日当たりの良い山野の草地や林縁に自生している。近年では数が減りつつあり、人里近くで野生のものを見かけることは少なくなっている。
多年草。草丈は60 - 100 cm程度で、夏までは根出葉だけを伸ばし、その後花茎を立てる。根茎はやや太く、横向きになる。葉は対生し、羽状分裂で深く裂け、葉の裂片は幅が細く、やや固くてしわがある。
花期は夏から秋にかけて（8 - 10月）、茎の上部で分枝して、花茎の先端に黄色い小花を平らな散房状に多数咲かせる。1個ずつの花は、直径3 - 4ミリメートル (mm) ほどの合弁花で、花冠は5裂し、下は短い筒となる。花の中に、雄しべが4個、雌しべは1個ある。
果実は痩果で、長さ3 - 4 mmの楕円形や長楕円形をしており、果皮は茶褐色でやや粗く、中に種子が1つ入っている。縦に低い稜があり、平たくて縁はごく狭い翼状になる。花はよく目につくが、果実期はほとんど目立たない。結実した種子でもふえるが、多くは株わきにできる新苗で増える。
日本では万葉の昔から愛好され、前栽、切花などに用いられてきた。漢方にも用いられる。

## 同じ科の主な種
オミナエシ属
- オトコエシ（男郎花 Patrinia villosa）

オミナエシより全体的に大きく、茎や葉に毛があり、8 - 9月に白い花をつける。乾燥させた根を煎じたものには解毒効果があるとされている。若い苗は食用にもなる。花期、生育場所がオミナエシと似通っているので、自然雑種をつくることがある。
- ハクサンオミナエシ（Patrinia triloba）
- キンレイカ（金鈴花 Patrinia triloba var. palmata）

カノコソウ属
- カノコソウ（鹿子草・吉草根 Valeriana fauriei）

カノコソウ属（Valeriana）紅色の花をつける
- セイヨウカノコソウ（西洋カノコ草 Valeriana officinalis）

鎮静、催眠効果、食欲抑制。魔よけ。根が強烈に臭い。ネコやネズミがこの臭いを好むため毒と混ぜてネズミ退治に使われた。
ノヂシャ属
- マーシュ（ノヂシャ Valerianella olitoria）

若葉を食用とする。グリム童話「ラプンツェル」に出てくる野菜。

## 栽培
日当たりの良い肥沃地を好む。土地が痩せていたり、日陰は生育不良で、花も貧弱になり根も肥大しない。古株のわきに新苗ができるため、これを株分けして肥培する。

## 生薬
10月頃に地上部の茎葉を切り除いて根を掘り、天日乾燥させたものは生薬となり、敗醤根（はいじょうこん）と呼んでいる。消炎、排膿、浄血作用があり、婦人病に用いられる。1日量10グラムの敗醤根を、水500 ccでとろ火で半量になるまで煎じ、3回に分服する用法が知られている。
また、花のみを集めたものを黄屈花（おうくつか）という。これらは生薬として単味で利用されることが多く、あまり漢方薬（漢方方剤）としては使われない（漢方薬としてはヨク苡仁、附子と共に調合したヨク苡附子敗醤散が知られる）。

## 文化

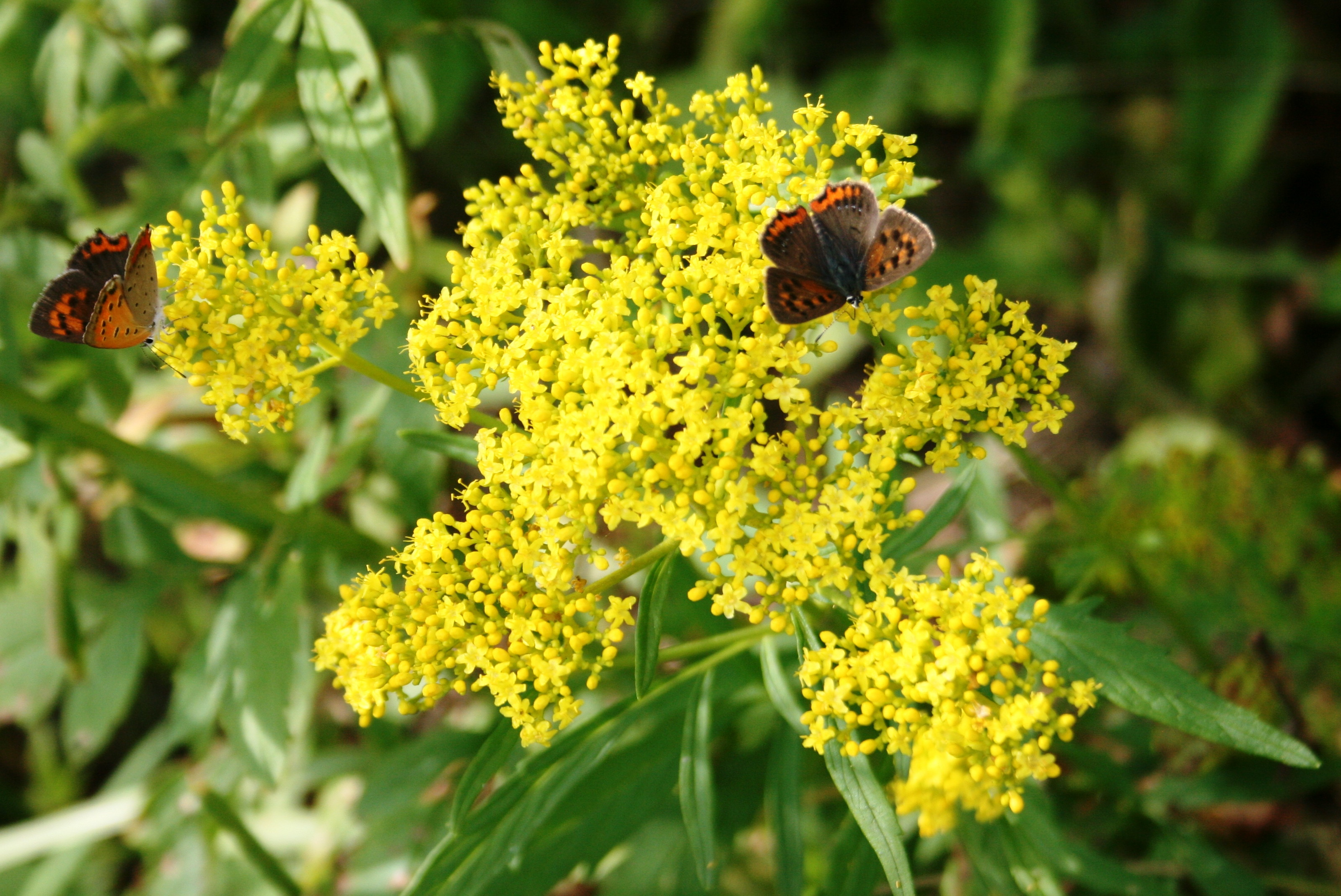
オミナエシの蜜を吸うベニシジミ

### 意匠・色目
襲色目の一つ。

### 文学
日本の文学作品に登場する際に、オミナエシの花が持つ東洋的な美しさ、センスの良さが、ロマンチックに表現されていることが多い。
奈良時代に編纂された『万葉集』に山上憶良が詠んだ秋の七草に登場する。「萩の花尾花 葛花 瞿麦の花 女郎花 また藤袴 朝貌の花」（万葉集・巻八 1538）である。また、作者不詳で「手に取れば袖さへにほふ女郎花この白露に散らまく惜しも」（万葉集・巻十 2115）とも詠まれている。
平安時代の紫式部『源氏物語』では歌の言葉、前栽の花や襲色目の名として何箇所にも出てくる。
- 「女郎花しほるゝ野辺をいづことて一夜ばかりの宿を借りけむ」（夕霧の巻）
- 「霧ふかきあしたの原のをみなへし心をよせて見る人ぞ見る」（総角の巻）
- 「ほど近き法の御山をたのみたる女郎花かと見ゆるなりけれ　晶子」（与謝野晶子の『源氏物語』訳「手習」より）

能の演目に『女郎花』という曲がある。読みは「おみなめし」。小野頼風とその妻の話。頼風に捨てられたと誤解した妻が放生川に飛び込んで自殺。妻を墓に埋めると、残っていた山吹襲（やまぶきさがね）の衣が朽ち果て、そこから山吹色をした一輪の女郎花が生える。頼風がその女郎花に近づくと、まるで頼風を拒絶するかのように女郎花が風で逃げ、頼風が離れるとまた元に戻った。それを見た頼風は死んだ妻が自分を拒絶しているのだと思い、妻と同じ川に飛び込んで自殺する。

### その他
名前の由来：異説有り。えしは古語の圧しであり、「おみな(女)へし(圧し)」として「美女を圧倒する」美しさからという説。
また、古くは女郎花を「おみなめし」と読むことから、へしはめしの転訛であり、花が粟飯の粟粒のように見えることによるという説もある。
粟飯の別名が女飯(おみなめし)である。
花言葉を、「優しさ」「親切」「美人」とする文献がある。